# Calligonum macrocarpum
Calligonum macrocarpum är en slideväxtart som beskrevs av Borszcz.. Calligonum macrocarpum ingår i släktet Calligonum och familjen slideväxter. Inga underarter finns listade i Catalogue of Life.